# Фульк II Добрый
Фульк II (или Фулько) Анжуйский, по прозвищу Добрый (ок. 906 — возм. 11 ноября 958, Тур) — граф Анжуйский c 941 по 958 годы. Происходил из семьи Ингельгерингов и был сыном Фулька I Рыжего и Росциллы де Лош.

## Биография
Фульк II впервые упоминается в грамоте своего отца 929 года вместе со своей матерью и братом Ги. Его подпись стоит под грамотой отца в августе 941 года, вероятно, вскоре после этой даты он сменил отца. В начале в союзе с Робертинами выступал против графов Блуа, но смерть Алена II Кривая Борода, герцога Бретани, в 952 году заставила пересмотреть союзы. Фульк перешёл на сторону Блезуа, семьи супруги Алена Кривобородого, и взял под свой контроль графство Нант от имени Дрогона, сына Алена II. Последний умер в 958 году при неясных обстоятельствах, и жители Нанта, обвинив Фулька в его убийстве, подняли восстание и избрали себе в графы незаконного сына Алена.
Фульк уступил Сомюр графу Блуа Тибо Плуту. Упоминается, что его преемникам удалось вернуть себе Сомюр только около века позже. У графа Пуатье Гильома III Фульк взял Мерон.
В последний раз Фульк II упоминается в сентябре 958 года во время собрания, на которое собрались графы Блуа, Анжу и главы бретонцев. В сентябре 960 года его сын уже упоминается как граф Анжуйский. Таким образом, Фульк II умер в промежутке между двумя этими датами.
Фульк Добрый упоминается в "Хронике подвигов Графов Анжуйских", написанный между 1100 и 1140 анжевенским монахом по просьбе Фулька Решена.

## Семья и дети
Его первой женой была Герберга, которая умерла до 952 года. О её происхождении не сохранилось никаких свидетельств. Фульк и Герберга имели детей: 
- Жоффруа I Гризгонель (ум. 987) — граф Анжуйский
- Ги (+994), епископ де Пюи-ан-Веле
- Аделаида Анжуйская (945/950-1010/1026), также Бланш; была четыре раза замужем:
1-й брак: (с 967) Этьен де Бриуд, виконт Жеводана
2-й брак: (с ок.975) Раймунд (V) (ум. 978), граф Тулузский
3-й брак: (с 982) Людовик V (ум. 987), король Франции, вскоре брак был расторгнут
4-й брак: (с 987) Гильом I (+993), маркиз Прованса
- вероятно, Адель; муж: Готье I, граф Вексена, Валуа и Амьена[2] .

Некоторые источники также приписывают Фульку II следующих детей:
- Дрё или Дрогон, который был епископом Пюи после своего брата, однако, в списке епископов Пюи в X веке не упоминается епископа с таким именем. Его присутствие в родословных, вероятно, происходит из-за путаницы с Дрогоном Бретонским, зятем Фулька II.
- Юмбер (Гумберт) Ловчий, однако, его существование не опирается ни на какие документы;
- Бушар Почтенный (ум. 1005/1007) — граф Вандома, но его связь не установлена.

Овдовев, Фульк в 952 году вновь женился на вдове Алена II Кривая Борода, герцога Бретани, и дочери Тибо Старого, графа Блуа.